# پاتریک کول
پاتریک کول (به انگلیسی: Patrick Kühl) (زادهٔ ۲۶ مارس ۱۹۶۸) شناگر اهل آلمان شرقی است.